# Свети Георги (Палеохори)
Вижте пояснителната страница за други значения на Свети Георги.
„Свети Георги“ (на гръцки: Ιερός Ναός Αγίου Γεωργίου) е възрожденска православна църква, енорийски храм на село Палеохори, Егейска Македония, Гърция, част от Елевтеруполската епархия на Вселенската патриаршия.
Храмът е издигнат след преместването на селото на новото му място, тъй като храмът „Свети Илия“ става малък за увеличаващото се население. Годината на изграждане е известна от вградената плоча в нартекса на храма, на която има надпис: „1835. ΤΟΥΤΟΥ ΤΟΥ ΣΤΑΥΡΟΠΗΓΙΑΚΟΥ ΝΑΟΥ ΚΑΙ ΤΡΙΣΑΓΙΟΥ ΜΝΗΜΗ ΤΟΥ ΜΕΓΑΛΟΜΑΡΤΥΡΟΣ ΑΓΙΟΥ ΓΕΩΡΓΙΟΥ ΕΚΤΙΣΘΗ ΔΙΑ ΣΥΝΔΡΟΜΗΣ ΟΜΟΥ ΤΕ ΚΑΙ ΕΞΟΔΩΝ ΤΩΝ ΕΥΣΕΒΩΝ ΧΡΙΣΤΙΑΝΩΝ, ΑΥΤΩΝ ΤΩΝ ΕΓΧΩΡΙΩΝ, ΚΑΘΗΓΟΥΜΕΝΟΥ ΤΗΣ ΜΟΝΗΣ κ. ΠΟΛΥΚΑΡΠΟΥ, ΥΠΑΡΞΑΝΤΟΣ ΚΑΙ ΕΚΛΟΓΗΝ ΟΜΟΥ ΚΑΙ ΕΠΙΣΤΑΤΟΥ ΓΕΩΡΓΙΟΥ ΤΟΥ ΓΑΠΙΟΥ“. Мястото на църквата е избрано, след като там е открита внезапно изчезнала икона на Свети Георги. Храмът е посветен и на Свети Димитър и на Свети Дионисий Константинополски.